# Andreas Macke
Andreas Macke (* 1962) ist ein deutscher Physiker, Meteorologe, Klimaforscher und Hochschullehrer.

## Wissenschaftliche Laufbahn
Von 1982 bis 1990 studierte Macke Physik an der Universität zu Köln.
Er beendete sein Studium als Diplom-Physiker mit dem Master für Physik.
1994 promovierte er auf dem Gebiet der Geowissenschaften an der Universität Hamburg mit einer Arbeit zum Thema Modellierung der optischen Eigenschaften von Cirruswolken.
Von 1993 bis 1994 arbeitete er als Postdoc beim Helmholtz-Zentrum Geesthacht – Zentrum für Material- und Küstenforschung über den Strahlungstransport bei Cirruswolken.
Von 1995 bis 1996 ging er als Postdoc an das NASA Goddard Institute for Space Studies in New York City, USA.
Macke habilitierte sich 2001 auf dem Gebiet der Meteorologie an der Christian-Albrechts-Universität zu Kiel mit einer Arbeit zum Thema Die Bedeutung der Variabilität wolkenmikro- und makrophysikalischer Eigenschaften auf den solaren Strahlungstransport der bewölkten Atmosphäre.
2003 war er Gastprofessor am Meteorologischen Institut der Ludwig-Maximilians-Universität München.
Von 1997 bis 2009 war Macke Dozent am Helmholtz-Zentrum für Ozeanforschung Kiel (IFM-GEOMAR).
Zunächst bis 2002 als Juniorprofessor (C1), dann bis 2004 als Oberassistent (C2), dann als C3-Professor für Meteorologie.
Seit 2010 ist Macke Universitätsprofessor für Atmosphärenphysik an der Universität Leipzig.
Als Direktor leitet er das Leibniz-Institut für Troposphärenforschung (TROPOS).
Er ist dort Leiter der Abteilung Fernerkundung atmosphärischer Prozesse.
2017 leitete Macke die zweiwöchige Vorbereitungs-Kampagne für die MOSAiC-Expedition.

## Mitgliedschaften
Macke ist stellvertretender Leiter der Sektion E der Leibniz-Gemeinschaft.
Er ist Mitglied
- des DFG-Fachkollegium „Ozean und Atmosphäre“
- des Lenkungskreises des Leibniz-Forschungsverbundes „Krisen einer globalisierten Welt“
- des Beirates der Meteorologischen Zeitschrift
- des Redaktionsteams des wissenschaftlichen Journals „Atmospheric Measurement Techniques“
- der International Radiation Commission (IRC)
- des High Altitude and Long Range Research Aircraft (HALO) Science Steering Comitee
- des HALO Kuratoriums
- im DFG Topical Board 313 „Atmosphere and Ocean Research“
- der Ständigen Senatskommission für Ozeanographie
- der Lenkungsgruppe im Leibniz-Forschungsverbund „Krisen in einer globalisierten Welt“
- im Lenkungsausschuss des BMBF-Forschungs-Netzwerkes HD(CP)² (High definition of clouds and precipitation for advancing climate prediction)[6]
- der DFG-Senatskomission Ozeanographie[1]

## Forschungsprojekte
Macke war beteiligt an den folgenden Forschungsprojekten:
- BMBF-Forschungsprojekt „High Definition Clouds & Precipitation in Climate Prediction“ – HD(CP)² (deutsch: Hochauflösende Wolken und Niederschläge in der Klimavorhersage)
- Leibniz-Graduiertenschule „Clouds, Aerosols and Radiation: Mineral Dust“ (WGL PAKT Initiative) (deutsch: Wolken, Aerosole und Strahlung: Mineralstaub)
- Collaborative Research Cluster TR 172 „Arctic Amplification“ (DFG) (deutsch: Sonderforschungsbereich TR 172 Arktische Verstärkung)
- WTimpact: Collaborative Science Development as Transfer Instrument (BMBF) (deutsch: Kollaborative Wissenschaftsentwicklung als Transferinstrument)
- CIRAMOSA: CIrrus microphysical properties and their effect on RAdiation: survey and integration into climate MOdels using combined SAtellite observations (EU) (deutsch: Cirrus mikrophysikalische Eigenschaften und ihre Auswirkungen auf die Strahlung: Untersuchung und Integration in Klimamodelle unter Verwendung kombinierter Satellitenbeobachtungen)
- AFO2000 4DWOLKEN:  Inhomogeneous Clouds – Influence on exchange and transport processes in the Atmosphere (BMBF) (deutsch: Inhomogene Wolken - Einfluss auf Austausch- und Transportprozesse in der Atmosphäre)
- OCEANET - Autonome Messplattform zur Bestimmung des Stoff- und Energieaustauschs zwischen Ozean und Atmosphäre (2008–2010)[7]
- Light fluctuations in ocean heating and photosynthesis (Excellence Cluster „Future Ocean“) (deutsch: Lichtschwankungen in der Erwärmung des Ozeans und Photosynthese (Exzellenzinitiative „Ozean der Zukunft“))
- Saharan Mineral Dust Experiment - SAMUM2 (DFG) (deutsch: Sahara Mineralstaubexperiment)
- Integrating Cloud Observations from Ground and Space – a Way to Combine Time and Space Information (ICOS) (DFG) (deutsch: Integration von Wolkenbeobachtungen von Boden und vom Weltraum aus - eine Möglichkeit, Zeit- und Weltrauminformationen zu kombinieren)[1]

## Forschungsinteressen
Macke forscht über die Lichtstreuung an nichtsphärischen Partikeln in der Atmosphäre, den dreidimensionalen Strahlungstransport in Mischphasenwolken, den Strahlungseffekt von Wolken im Modell und experimentelle Beobachtung von Strahlungseffekten, und die Beobachtung der marinen Troposphäre vom Schiff aus.
Bei seiner Teilnahme an der Mosaic-Expedition ging es ihm besonders darum, Beobachtungsdaten über einen vollständigen Jahreszyklus des Aerosol- und Wolkenstrahlungseffekts zu erhalten, insbesondere während der Polarnacht.
Er erwartete sich davon ein besseres Verständnis der Rückkopplungsmechanismen zwischen arktischen Oberflächen- und Wolkenzuständen.
Die gewonnenen Daten sollten helfen, verbesserte Modelle zu finden.

## Veröffentlichungen (Auswahl)
- Andreas Macke, Tzschichholz F: Scattering of light by two-dimensional deterministic Koch islands, 1992, Physica A 191, 545-548.
- Andreas Macke: Scattering of light by polyhedral ice crystals, 1993, Applied Optics 32, 2780-2788.
- Andreas Macke: Spectral variability of light scattering by atmospheric ice crystals, 1993, in Chedin MCA, Scott N, High Spectral Resolution Infrared Remote Sensing for Earth’s Weather and Climate Studies. NATO ASI Series 19, 191-204.
- Andreas Macke, Mishchenko M-I, Miunonen K, Carlson B-E: Scattering of light by large nonspherical particles: ray tracing approximation versus T-matrix method, 1995, Optics Letters 20, 1934-1936 online als pdf
- Andreas Macke, Dlhopolsky R, Müller J, Stuhlmann R, und Raschke E: A study on bidirectional reflection functions for broken cloud fields over ocean, 1995, Adv. Space Res. 16, 50-58.
- Andreas Macke, Mishchenko M-I: Applicability of regular particle shapes in light scattering calculations for atmospheric ice particles, 1996, Applied Optics 35, 4291-4296.
- Andreas Macke, Mishchenko M-I, Cairns B: The influence of inclusions on light scattering by large ice particles, 1996, Journal of Geophysical Research 101, 23311-23316.
- Andreas Macke, Müller J, Raschke E: Single scattering properties of atmospheric ice crystals, 1996, Journal of Atmospheric Sciences 53, 2813-2825.
- Andreas Macke, Mishchenko M-I, Cairns B.: The influence of inclusions on light scattering by large hexagonal and spherical ice crystals, 1997, in Smith W-L, Stamnes K, IRS 96: Current problems in atmospheric radiation. Hampton: A. Deepak Publ., 226-229.
- Andreas Macke, Mishchenko M-I, Carlson B-E, Muinonen K.: Scattering of light by large spherical, spheroidal, and circular cylindrical scatterers: Geometrical optics approximation versus T-matrix method, 1997, in Smith W-L, Stamnes K, IRS 96: Current problems in atmospheric radiation. Hampton: A. Deepak Publ., 822-825.
- Andreas Macke, Müller J, Nagel K, Stuhlmann R: A cellular automaton model for cloud formation: Radiative Properties, 1997, in Smith, W.L, Stamnes, K., IRS 96: Current problems in atmospheric radiation. Hampton: A. Deepak Publ., 234-237.
- Andreas Macke, Grossklaus M: Light Scattering by nonspherical raindrops: implications for lidar remote sensing of rainrates, 1998, Journal of Quant. Spectros. Radiat. Transfer 60, 3, 355-363.
- Andreas Macke, Mitchel D-L, von Bremen L: Monte-Carlo-Strahlungstransportrechnungen für inhomogene Mischphasenwolken, 1998, in Deutscher Wetterdienst, Annalen der Meteorologie, Deutsche Meteorologen-Tagung, Bd. 37. Offenbach am Main: Selbstverlag des DWD, 103-104 online als pdf
- Andreas Macke, Francis P-N, Mc Farquhar G-M, Kinne S: The role of ice particle shapes and size distributions in the single scattering properties of cirrus clouds, 1998, Journal of Atmospheric Sciences 55, 17, 2874-2883 online als pdf
- Andreas Macke, Mitchell D, Bremen von L: Monte Carlo radiative transfer calculations for inhomogeneous mixed phase clouds, 1999, Physics and Chemistry of the Earth 24, 3, 237-241.
- Andreas Macke: Monte Carlo calculations of light scattering by large particles with multiple internal inclusions, 2000, in Mishchenko M-I, Hovenier, J-W Travis, Larry D, Light scattering by nonspherical particles. Vol 10. San Diego: Academic Press, 309-322 online als pdf
- Andreas Macke: Die Bedeutung der Variabilität wolkenmikro- und makrophysikalischer Eigenschaften auf den solaren Strahlungstransport der bewölkten Atmosphäre, 2002, Kiel, Christian-Albrechts-Universität, Habil-Schr.
- Andreas Macke, Meyer S, Schewski M, Roebeling R.: Cloud Optical Thickness and Cloud Liquid Water Path Phase 2, 2003, 25 pp.
- Andreas Macke: Preface, 2004, in Andreas Macke, Fu Q, Stammes P, Brogniez G: ,Clouds and Radiation, Special Issue. Bd. 72: , 1-4, Elsevier: Atmospheric Research
- Andreas Macke, Muinonen K: Polarized Light Scattering by Large Nonspherical Particles, 2004, in Videen G, Yatskiv Y, Mishchenko M, Photopolarimetry in Remote Sensing. Dordrecht, Boston, London: Kluwer Academic Publishers, 45-64.
- Andreas Macke, John Kalisch, Alexei Sinitsyn, Andreas Wassmann: More of MORE: the first MORE cruise onboard RV Polarstern, in Flux news 4: , 2007, S. 21–22
- Andreas Macke (Herausgeber): The expedition of the research vessel „Polarstern“ to the Antarctic in 2008: , ANT-XXIV/4, Bremerhaven: AWI, 2009:, Berichte zur Polar- und Meeresforschung Bd. 591, ISSN 1866-3192
- Andreas Macke, John Kalisch, Hollmann, R.: Validation of downward surface radiation derived from MSG data by in-situ observations over the Atlantic ocean, Meteorologische Zeitschrift Vol. 19, No. 2: , 2010, p. 155 – 167, doi:10.1127/0941-2948/2010/0433
- Andreas Macke, John Kalisch, Y. Zoll, K. Bumke: Radiative effects of the cloudy atmosphere from ground and satellite based observations, 2010, EPJ Web of Conferences 9, 83–94, doi:10.1051/epjconf/201009006 online als pdf
- Andreas Macke, Mishchenko, M. I.: Electromagnetic and light scattering by nonspherical particles XV: Celebrating 150 years of Maxwell׳s electromagnetics, 2016, J. Quant. Spectrosc. Radiat. Transfer, 178, 1-4. doi:10.1016/j.jqsrt.2015.12.001
- Andreas Macke, Seifert, P., Baars, H., Barthlott, C., Beekmans, C., Behrendt, A., Bohn, B., Brueck, M., Bühl, J., Crewell, S., Damian, T., Deneke, H., Düsing, S., Foth, A., Di Girolamo, P., Hammann, E., Heinze, R., Hirsikko, A., Kalisch, J., Kalthoff, N., Kinne, S., Kohler, M., Löhnert, U., Madhavan, B. L., Maurer, V., Muppa, S. K., Schween, J., Serikov, I., Siebert, H., Simmer, C., Späth, F., Steinke, S., Träumner, K., Trömel, S., Wehner, B., Wieser, A., Wulfmeyer, V., and Xie, X.: The HD(CP)2 Observational Prototype Experiment: HOPE – an overview, Atmos. Chem. Phys., 17, 4887-4914, doi:10.5194/acp-17-4887-2017, 2017 online als pdf
- Andreas Macke, Flores, H.: Expedition Programme PS106, Expeditionsprogramm Polarstern, Bremerhaven, Alfred Wegener Institute for Polar and Marine Research, 2017 , hdl:10013/epic.50703 online als pdf